# Oytun Özdoğan
Ahmet Oytun Özdoğan (* 16. Juni 1998 in Denizli) ist ein türkischer Fußballspieler.

## Karriere
Ahmet Oytun Özdoğan erlernte das Fußballspielen in den Jugendmannschaften von Denizli Büyükşehir Belediyespor und Fenerbahçe Istanbul. Bei Fenerbahçe stand er seit 2018 unter Vertrag. Der Verein spielte in der ersten türkischen Liga, der Süper Lig. Sein Pflichtspieldebüt für Fenerbahçe Istanbul gab der Torwart am 16. Dezember 2020 im Pokalspiel gegen Karacabey Belediyespor. Sein Profidebüt in der ersten Liga gab Özdoğan am 19. Dezember 2020 gegen den Gaziantep FK. Hier stand er in der Startelf und stand die kompletten 90 Minuten im Tor. Von Ende August 2018 bis Ende Januar 2019 wurde er an den 52 Orduspor FK ausgeliehen. Der Verein aus der Provinz Ordu spielte in der vierten Liga.
Anfang September 2021 wechselte er zum Ligakonkurrenten Yeni Malatyaspor, bei dem er einen Vertrag mit dreijähriger Laufzeit abschloss. Zugleich wurde er für den Rest der Saison 2021/22 an Kırklarelispor in die TFF 2. Lig, der dritthöchsten türkischen Liga ausgeliehen. Hier wurde er nur bei einem Pokalspiel eingesetzt.
Mitte Dezember 2021 wurde die Leihe vorzeitig abgebrochen. Özdoğan gehörte damit zum Kader von Yeni Malatyaspor, war aber für den Rest der Saison nicht spielberechtigt. Die Saison endete mit dem Abstieg des Vereins in die TFF 1. Lig. Dort kam er in der nächsten Saison nur zu einem Einsatz in der Liga. Nach dem Erdbeben vom 6. Februar 2023 stellte Malatyaspor den Spielbetrieb ein. Da dem Verein auch zur Saison 2023/24 die Wiederaufnahme des Spielbetriebs nicht möglich war, wurde Özdoğans Vertrag zum Ende der Saison 2022/23 aufgelöst.
Anfang Oktober 2023 fand er mit dem KF Malisheva in der Kosovo Superliga einen neuen Verein. Für Malisheva bestritt er 2 von 10 möglichen Ligaspielen.
Mitte Januar 2024 wechselte er zum FC Suhareka in die Liga e Parë, der zweithöchsten kosovarischen Liga.

## Länderspiele
Im April 2015 stand er bei einem Freundschaftsspiel der türkischen U 17-Nationalmannschaft gegen Luxemburg im Tor, nachdem er vorher bei mehreren Freundschaftsspielen ohne Einsatz zum Kader gehörte. Später im Jahr gehörte er noch bei zwei Freundschaftsspielen der U 18-Nationalmannschaft zum Kader, wurde aber nicht eingesetzt. Seitdem erfolgten keine weitere Berufungen.